# Julio Montt Vidal
Julio Felipe Montt Vidal (Osorno, 8 de abril de 1954) es un médico cirujano y político chileno, miembro del Partido Demócrata Cristiano (PDC). Se desempeñó como subsecretario de Redes Asistenciales de su país, durante el primer gobierno de Michelle Bachelet entre 2008 y 2010.

## Familia y estudios
Nació en 1954, siendo uno de los tres hijos del matrimonio conformado por el médico cirujano y político demócrata cristiano Julio Montt Momberg, quien fuera diputado por la 23.ª Agrupación Departamental en tres periodos legislativos consecutivos (1965-1973) y ministro de Salud en la presidencia de Patricio Aylwin (1992-1994), y de Adriana Vidal Salinas, hermana del profesor de historia y político Francisco Vidal Salinas, el cual se desempeñó como ministro de Estado durante los gobiernos de los presidentes Ricardo Lagos y Michelle Bachelet. Realizó sus estudios superiores en la Facultad de Medicina de la Universidad de Chile, titulándose como médico cirujano, especializándose en pediatría.

## Carrera profesional y política
Desde 1990 a la fecha, se ha desempeñado como administrador de hospitales y redes sanitarias. Con el retorno a la democracia en marzo de 1990, asumió como director del Hospital Regional "Dr. Lautaro Navarro Avaria" de Punta Arenas, ejerciendo como tal hasta noviembre de 1992, fecha en que pasó a ejercer como director del Hospital Dr. Luis Calvo Mackenna hasta septiembre de 1995. De la misma manera, al mes siguiente, fue nombrado por el ministro de Salud, Carlos Massad, como director del Servicio de Salud Metropolitano Oriente. Dejó el puesto en abril de 2000, bajo la administración del presidente Ricardo Lagos, y se incorporó jefe de Proyecto de Propuesta en Marcha de Hospital al Hospital Dr. Luis Tisné Brousse; abandonando la función en agosto de 2002, para fungir como director del establecimiento sanitario.
Mantuvo esa labor hasta agosto de 2006, y entre septiembre de ese año y diciembre de 2007, fue director médico de la Clínica Inegramedica. Entre mayo y octubre de 2008, volvió a asumir como director del Hospital Dr. Luis Tisné Brousse, en calidad de subrogante.
Militante, al igual que su padre, del Partido Demócrata Cristiano (PDC), el 6 de noviembre de 2008 fue nombrado por la presidenta Michelle Bachelet como titular de la Subsecretaría de Redes Asistenciales del Ministerio de Salud, ocupando el cargo hasta el fin del gobierno el 11 de marzo de 2010. Seguidamente, y por tercera vez, fue nombrado como director del Hospital Dr. Luis Tisné Brousse, posición que ejerce hasta el presente.